# Dr.Web
Dr. Web — підсанкційне російське антивірусне програмне забезпечення.
Антивіруси цього сімейства призначені для захисту від поштових і мережевих хробаків, руткітів, файлових вірусів, троянських програм, стелс-вірусів, поліморфних вірусів, безтілесних вірусів, макровірусів, вірусів, що вражають документи MS Office, скрипт-вірусів, шпигунського ПЗ (spyware), програм-викрадачів паролів, клавіатурних шпигунів, програм платного дозвону, рекламного ПЗ (adware), потенційно небезпечного ПЗ, хакерських утиліт, програм-люків, програм-жартів, шкідливих скриптів й інших шкідливих об'єктів, а також від спаму, скамінг-, фармінг-, фішинг-повідомлень і технічного спаму.

## Санкції України щодо Росії
У вересні 2015 року Україна терміном на 1 рік ввела заборону для офіційних відомств на користування продуктами російських компаній, так чи інакше причетних до анексії Криму і війни в Донбасі. Окрім продуктів Dr. Web, під заборону потрапив антивірус Касперського, інша відома російська програма.
Наказом № 133/2017 від 15 травня 2017 року Президент України Петро Порошенко ввів у дію рішення РНБО України від 28 квітня 2017 року «Про застосування персональних спеціальних економічних та інших обмежувальних заходів (санкцій)» яким заборонив інтернет-провайдерам надавати послуги з доступу користувачам мережі інтернет до низки російських інформаційних ресурсів та порталів а також накладено обмеження на використання продуктів Dr.Web.

## Історія створення
Історія розробки антивіруса Ігоря Данилова починається з 1991. Під маркою Dr.Web антивіруси розробляються і поширюються з 1994.
- 1992 — створення першої версії антивірусної програми Spider's Web (прототипу Dr. Web). У ній була вперше реалізована ідея виконання коду програм в емуляторі процесора для пошуку невідомих вірусів.
- 1993 — участь програми Spider's Web у міжнародній виставці CeBIT.
- 1994 — початок продажів антивірусу Doctor Web. Автор — Ігор Данілов. З'явилися віруси-мутанти, названі пізніше поліморфними вірусами, які не змогла визначати програма Aidstest.
- 1995 — демонстрація Антивірусного комплекту DSAV 2.0. У комплект входить антивірус Doctor Web.
- 1996 — дебют програми Dr.Web (версія 3.06b) на порівняльному тестуванні поліфагів, що проводиться журналом Virus Bulletin, більш ніж вражаючий, — як за рівнем знання поліморфних вірусів, так і за якістю евристичного аналізатора. У статті журналу Virus Bulletin про програму Doctor Web (версія 3.08) був особливо відмічений евристичний аналізатор антивірусу, який в режимі «параноїк» визначив 100% поліморфних вірусів. Представлена альфа-версія Dr.Web для Novell Netware.
- 1997 — вперше російська антивірусна програма (Dr.Web) увійшла до трійки найкращих антивірусів світу за результатами тестування журналу Virus Bulletin. Виходить бета-версія Dr.Web для Novell Netware.
- 1998 — вихід Dr.Web 4.0. Змінена архітектура і алгоритм роботи програми. Публічне тестування Dr.Web для Windows 95/98/NT.
- 1999 — поява резидентного модуля Spider Guard для Windows 95/98. Dr.Web для Windows 95/98/NT отримує першу винагороду Vb100 в тестах журналу Virus Bulletin.
- 2000 — Dr.Web отримав сертифікат відповідності Міноборони РФ. Різко збільшена частота виходу оновлень вірусної бази — до декількох разів на годину.
- 2001 — укладена угода з компанією Яндекс. З цієї миті всі листи, що проходять через поштову систему Яндекс, перевіряються за допомогою рішень Dr.Web.
- 2002 — створення антивірусних фільтрів Dr.Web для поштових серверів CommuniGate Pro. Випуск першої бети-версії Dr.Web для Unix з унікальною на той момент функцією — лікуванням файлів на льоту. Випуск програми Spider Mail — унікальної на той момент програми для перевірки вхідної пошти.
- 2007 — створення технології несигнатурного виявлення шкідливих програм Origins.Tracing..
- 2007 — відкрито публічне тестування сервісу Dr.Web Av-desk, на базі якого інтернет-провайдери надають своїм абонентам послугу «Антивірус Dr.Web» (перша в російській сфері інтернету-бізнесу saas-модель).
- 2008 — поява антивірусного пакету Dr. Web Security Space. Вперше реалізований новий компонент для перевірки http-трафіку — Dr.Web Spider Gate.
- 2009 — Початок бета-тестування антивірусного продукту Dr.Web Security Space Pro. Відрізняється від Dr. Web Security Space наявністю мережевого екрану.
- 2011 — українське відділення компанії стало призером конкурсу «Ukrainian IT-Channel Award» у номінації «Найкращий вендор програмного забезпечення»[6].

## Характерні особливості
- Характерною особливістю антивіруса Dr. Web є можливість установки на заражену машину. В процесі установки проводиться сканування пам'яті і файлів автозавантаження, перед скануванням проводиться оновлення вірусної бази. При цьому випуски оновлень вірусних баз з'являються кожні декілька годин, або й частіше.
- Origins Tracing — алгоритм несигнатурного виявлення шкідливих об'єктів, який доповнює традиційні сигнатурний пошук і евристичний аналізатор, дає можливість значно підвищити рівень виявлення раніше невідомих шкідливих програм.
- Dr. Web Shield — механізм боротьби з руткітами, реалізований у вигляді драйвера компонент антивірусного сканера, забезпечує доступ до вірусних об'єктів, що ховаються в глибинах операційної системи.
- підтримка більшості існуючих форматів упакованих файлів і архівів, у тому числі, багатотомних архівів, що саморозпаковуються. У цей час є підтримка близько 4000 видів різних архівів і пакувальників.
- оновлення вірусних баз виробляються негайно у міру виявлення нових вірусів, до декількох разів на годину. Розробники антивірусного продукту відмовилися від випуску оновлень вірусних баз за графіком, оскільки вірусні епідемії йому не підкоряються.
- компактна вірусна база і невеликий розмір оновлень. Один запис у вірусній базі дозволяє визначати десятки, а часто й тисячі подібних вірусів.
- невеликий розмір дистрибутиву.
- кросплатформність — використовується єдина вірусна база і єдине ядро антивірусного сканера.
- можливість повноцінної роботи сканера без інсталяції, що дозволяє використовувати антивірус для лікування заражених систем з використанням носіїв в режимі лише для читання.
- виявлення і лікування складних поліморфних, шифрованих вірусів і руткітів